# Game Over (álbum de Ska-P)
Game Over es el octavo y último álbum de estudio de la banda española de ska punk Ska-P, lanzado el 5 de octubre de 2018 bajo el sello Warner Music Spain. Es el primer álbum de la banda después del parón de 2015. El álbum cuenta con 12 canciones. En la portada se aprecia al característico "Gato López" tras un tablero de ajedrez. La Ilustración de la portada fue diseñada por Sebastián Kowoll.
El título del disco suena al final de la canción «Jaque al Rey», que salió como sencilo previo al lanzamiento del álbum, al igual que «Cruz, Oro y Sangre».
Destaca la canción «No Lo Volveré a Hacer Más», que en lugar de criticar injusticias sociales, critica de manera humorística el consumo de alcohol en exceso.

## Lista de canciones
| N.º | Título                      | Duración |  |
| 1.  | «A Chitón»                  | 04:09    |  |
| 2.  | «Eurotrama»                 | 02:36    |  |
| 3.  | «No Lo Volveré a Hacer Más» | 04:24    |  |
| 4.  | «The Lobby Man»             | 04:00    |  |
| 5.  | «Colores»                   | 03:42    |  |
| 6.  | «La Fábrica»                | 04:38    |  |
| 7.  | «Patriotadas»               | 03:58    |  |
| 8.  | «Cruz, Oro y Sangre»        | 03:47    |  |
| 9.  | «Adoctrinad@s»              | 03:27    |  |
| 10. | «El Bufón»                  | 04:05    |  |
| 11. | «Brave Girls»               | 03:35    |  |
| 12. | «Jaque al Rey»              | 03:45    |  |